# النظرية السياسية الرابعة
النظرية السياسية الرابعة (بالروسية: Четвертая политическая теория)‏ هو كتاب للفيلسوف والمحلل السياسي الروسي ألكسندر دوغين، نُشر في عام 2009. يذكر دوغين في الكتاب أنه يطالب بأسس أيديولوجية سياسية جديدة تمامًا، وهي النظرية السياسية الرابعة، التي تدمج وتحل محل الديمقراطية الليبرالية والماركسية والفاشية. في هذه النظرية، الموضوع الرئيسي للسياسة ليس الفردانية، أو الصراع الطبقي، أو الأمة، بل بالأحرى الدازاين (الوجود نفسه).
تم الاستشهاد بالكتاب باعتباره مصدر إلهام للسياسة الروسية في أحداث مثل الحرب في دونباس.

## الأُطروحَة
يذكر دوغين في الكتاب أنه يرغب في ابتكار نظرية سياسية جديدة تمامًا لتحل محل ما يعرف بالنظريات السياسية السائدة الثلاث السابقة: الليبرالية والفاشية والشيوعية. وفقًا لدوغين، فإن هدفه هو أخذ العناصر الثلاثة، "تحييد وتطهير" الجوانب السلبية مثل العنصرية (في حالة الفاشية) ودمجها في هذه الأيديولوجية الجديدة. وهو يشير إلى هذه الأيديولوجية على أنها "نظرية خالدة وغير حديثة" صالحة لكل العصور.
يرى دوغين أن الليبرالية "هزمت كل منافسيها". وهو يشير إلى استهزاء الليبراليين بالماضي والمفهوم الحديث لـ "التقدم" على أنه معيب بشكل خطير، وذهب إلى حد وصفه بأنه عنصرية وحتى "إبادة جماعية أخلاقية ضد الماضي".
من بين النظريات السياسية الثلاث الأخرى، يتجاهل الجوانب التي يجدها غير مقبولة ويبرز ما يراه صفات إيجابية. فهو يجمعهم لتشكيل نظرية سياسية جديدة قائمة على "العرق"، واصفا ذلك بأنه "أعظم قيمة للنظرية السياسية الرابعة كظاهرة ثقافية. كمجتمع اللغة والمعتقد الديني والحياة اليومية ومشاركة الموارد والجهود؛ ككيان عضوي".

## الاستقبال
أطلقت عليها مجلة كومنويل [الإنجليزية] اسم "مزيج فصامي من الأنطولوجيا الهايدجريّة والدولوزية، والنسبية ما بعد الحداثة، وضرب لليبرالية، والجغرافيا السياسية بجنون العظمة".